# Nyaruhondo
Nyaruhondo är ett periodiskt vattendrag i Burundi.   Det ligger i provinsen Cibitoke, i den nordvästra delen av landet, 70 km norr om huvudstaden Bujumbura.
Omgivningarna runt Nyaruhondo är en mosaik av jordbruksmark och naturlig växtlighet. Runt Nyaruhondo är det tätbefolkat, med 257 invånare per kvadratkilometer.